# Tekne Pacific Mine
La série Tekne Pacofic Mine est une gamme de camions porteurs extra lourds de chantier, carrières et mines à ciel ouvert et travaux spéciaux, fabriquée par le constructeur italien Tekne sur la base de châssis Astra HD.9, un constructeur filiale du groupe Iveco.
Ces camions hors norme sont disponibles en version 3, 4 et 5 essieux avec un PTRA pouvant atteindre 84 tonnes pour le modèle 10x6. Ce camion figure parmi les camions les plus gros du monde. Plusieurs dizaines de ces géants sont en service dans la mine de nickel[Laquelle ?] en Nouvelle-Calédonie.
Les Tekne Pacific Mine sont construits sur la base des Astra HD.9 qui sont, à la base, des camions dont la robustesse a fait la réputation de la marque Astra depuis l'origine.
Dotés du moteur 6 cylindres en ligne Iveco Cursor 13 de 12 882 cm3 de cylindrée développant 540 ch DIN à 1 900 tr/min, ils disposent d'un couple maximum de 2 350 N m sur la plage allant de 1 000 à 1 690 tr/min.
Ils sont conçus pour répondre aux exigences de toutes les missions en tout-terrain, pour des charges de 52 à 84 t.
L'Astra HD9 se distingue par sa nouvelle cabine offrant un confort maximal sous tous les climats. C'est le véhicule le plus important pour le transport en carrières et chantiers.

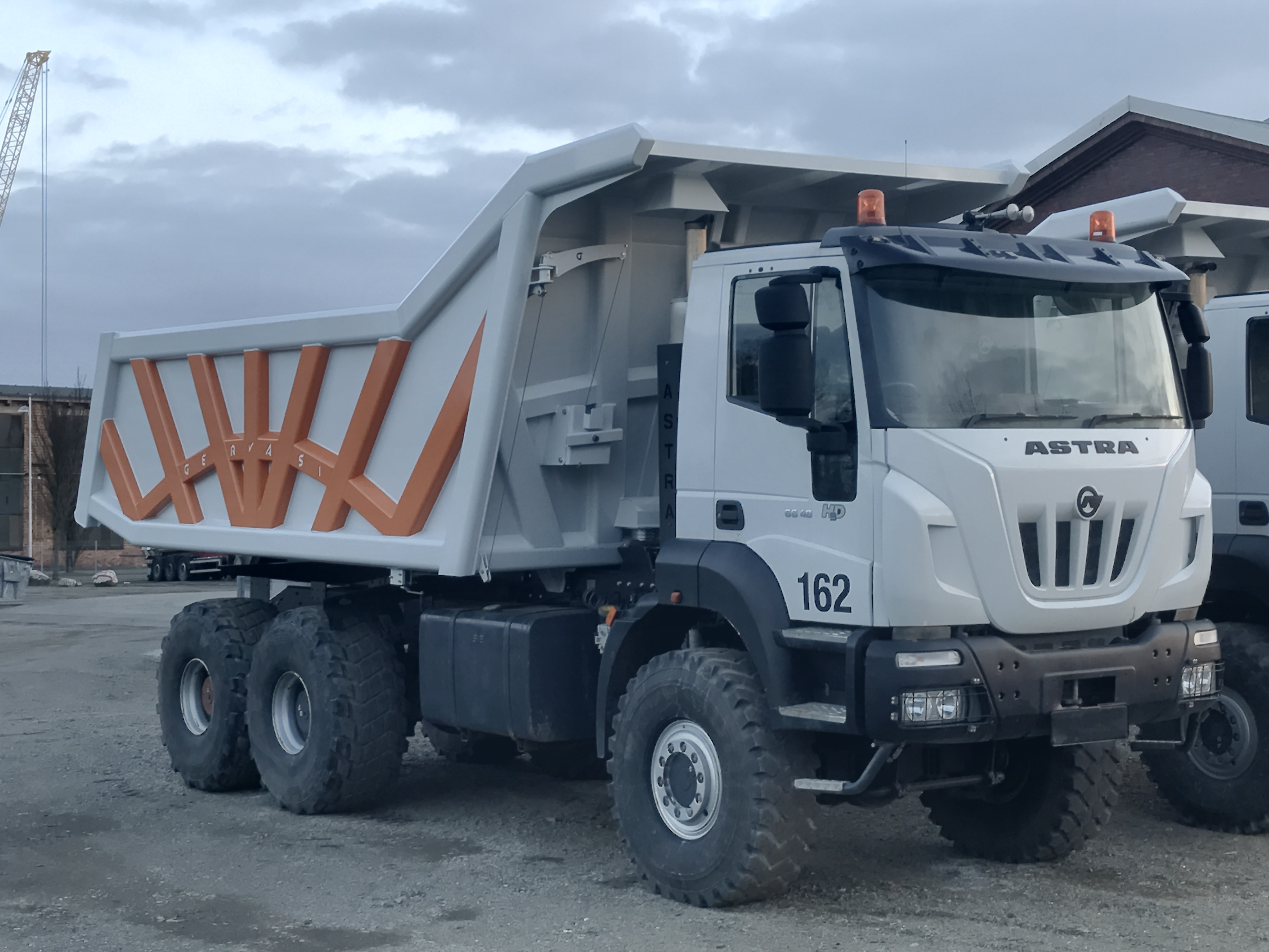
Astra HD9 porteur benne 6x6 version désert qui sert de base au modèle Tekne 6x6.

L'intérieur de la cabine est nouveau. Tout a été conçu pour améliorer le confort de conduite et la sécurité. L'accès à la cabine est facilité par une ouverture de la porte à plus de 90°. Le système de ventilation et de chauffage a été amélioré avec des bouches d'aération supplémentaires pour faire face à toutes les situations aux quatre coins du monde, en région arctique ou désertique. Les sièges comportent des ceintures de sécurité intégrées.

## Véhicules spéciaux
|                       | Dumper Truck 6x6              | Dumper Truck 8x6              | Dumper Truck 10x6             |
| Moteur type           | Iveco Cursor F3B E3681F/A     | Iveco Cursor F3B E3681F/A     | Iveco Cursor F3B E3681F/A     |
| Cylindrée (cm3)       | 12 882                        | 12 882                        | 12 882                        |
| Puissance (ch DIN/kW) | 540/397 à 1 900 tr/min        | 540/397 à 1 900 tr/min        | 540/397 à 1 900 tr/min        |
| Couple (Nm DIN)       | 2 350 de 1 000 à 1 690 tr/min | 2 350 de 1 000 à 1 690 tr/min | 2 350 de 1 000 à 1 690 tr/min |
| PTAC (t)              | 52,5                          | 63                            | 84                            |
| Charge utile (t)      | 32                            | 41                            | 53                            |
| Capacité benne (m3)   | 24                            | 28                            | 37                            |